# Ancien barrage d'Assouan
Pour les articles homonymes, voir Barrage d'Assouan.
L'ancien barrage d'Assouan ou barrage bas d'Assouan, en arabe خزان أسوان, en anglais Old Aswan Dam ou Aswan Low Dam, est un barrage d'Égypte édifié en 1902 en travers du Nil dans le Sud du pays, juste en amont de la ville d'Assouan. Toujours en activité, plusieurs fois réaménagé, il est néanmoins supplanté en taille et en puissance par le haut barrage d'Assouan, inauguré en 1970, et ayant donné naissance au lac Nasser.

## Histoire

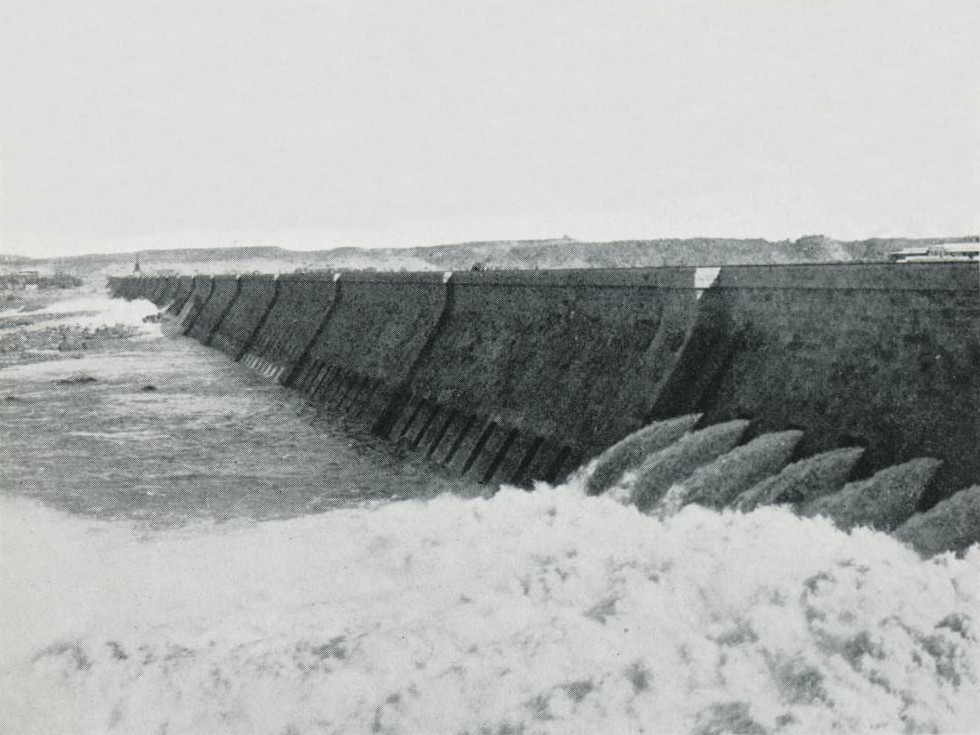
Le barrage en fonctionnement en 1906.

Déjà habitée il y a 20 000 ans, la vallée du Nil était submergée par une importante crue régulière, en moyenne tous les dix ans, que les habitants avaient fini par intégrer. Au fil de l’évolution des sociétés et de leurs connaissances des sciences hydrologiques, des ouvrages d’art, du plus simple au plus complexe, les hommes ont tenté de contrôler la nature de ce fleuve avec comme idée sous-jacente de récupérer les boues et les vases charriées pour enrichir les sols. La rive gauche fut aménagée dès la fin du IVe millénaire avant notre ère avec un réseau de digues et de bassins, et la rive droite à partir des rois de la XIIe dynastie, par l’aménagement d’un canal naturel jusqu’à la dépression du Fayoum qui servit de réservoir aux fins de régulation des eaux des crues et de fourniture de cette ressource hydrique en saison sèche. Les vestiges du plus ancien barrage furent retrouvés dans la vallée du Ouadi Garawa. Les barrages de Rosette et Damiette furent construits au XIXe siècle.
Dès 1899, les Britanniques financèrent la construction d'un premier barrage moderne et traversant ; les investisseurs sont Ernest Cassel, via la Banque nationale d'Égypte et William Willcocks. Il est implanté au sud d’Assouan à hauteur de la première des six cataractes du Nil, destiné à permettre l’exploitation de terres arables et arroser les champs de coton par les autochtones. Le coton à peine cueilli était ensuite exporté en Angleterre afin d'être tissé ; les tissus réimportés en Égypte étaient alors vendus au prix fort aux Égyptiens. Inauguré le 10 décembre 1902, long de 2,5 km, il fut rehaussé et épaissi à deux reprises, entre 1907 et 1912, puis entre 1929 et 1933, submergeant au passage la région de la Basse-Nubie sur 295 km.
Malgré une politique drastique de régulation des naissances, le point d’équilibre est atteint au début des années cinquante avec une croissance démographique qui atteint 3 % par an. Il devint alors impératif pour la survie d’une population, qui venait de franchir le cap de cinquante millions, d’assurer une irrigation pluriannuelle pour assurer un rythme de trois récoltes par an. Plutôt que d’élever une nouvelle fois l’ouvrage originel, le projet de construction d’un nouveau barrage est entrepris dès 1946 mais n'aboutit qu'à partir de 1960. De nos jours, l’utilité du « Old Dam » (vieux barrage) est réduite à la production d’électricité et à la régulation du haut barrage lors des périodes de fortes crues.